# Sanur Kauh
Sanur Kauh is een bestuurslaag in het regentschap Denpasar van de provincie Bali, Indonesië. Sanur Kauh telt 14.628 inwoners (volkstelling 2010).